# Mistrzostwa Świata w Piłce Nożnej 2010 (eliminacje strefy CONCACAF)/Runda finałowa
Runda finałowa eliminacji do Mistrzostw Świata w piłce nożnej 2010 w strefie CONCACAF będzie prowadzona w systemie kołowym. Pierwsze 3 zespoły awansują do finałów Mistrzostw Świata w RPA 2010, 4 zagra w barażu interkontynentalnym z 5 drużyną strefy CONMEBOL.
Do rundy finałowej zakwalifikowały się zespoły:
- Kostaryka
- Salwador
- Honduras
- Meksyk
- Trynidad i Tobago
- Stany Zjednoczone

## Tabela
| Miejsce | Drużyna           | Mecze | Punkty | Zwyc. | Rem. | Por. | Bramki |  |
| ------- | ----------------- | ----- | ------ | ----- | ---- | ---- | ------ |  |
| 1       | Stany Zjednoczone | 10    | 20     | 6     | 2    | 2    | 19-13  |  |
| 2       | Meksyk            | 10    | 19     | 6     | 1    | 3    | 18-12  |  |
| 3       | Honduras          | 10    | 16     | 5     | 1    | 4    | 17-11  |  |
| 4       | Kostaryka         | 10    | 16     | 5     | 1    | 4    | 15-15  |  |
| 5       | Salwador          | 10    | 8      | 2     | 2    | 6    | 9-15   |  |
| 6       | Trynidad i Tobago | 10    | 6      | 1     | 3    | 6    | 10-22  |  |

## Mecze
| 11 lutego 2009 {{{4}}} | Salwador · Romero 79' 90' | 2-2(0-2)Raport | Trynidad i Tobago · Edwards 7' · Yorke 27' (k) | Estadio Cuscatlan, San Salvador · Widzów: 25 000 · Sędzia: Marco Rodriguez Meksyk |
|                        |                           |                |                                                |                                                                                   |

| 11 lutego 2009 {{{4}}} | Stany Zjednoczone · Bradley 43' 90+1' | 2-0(1-0)Raport | Meksyk | Columbus Crew Stadium, Columbus · Widzów: 23 776 · Sędzia: Carlos Batres Gwatemala |
|                        |                                       |                |        |                                                                                    |

| 11 lutego 2009 {{{4}}} | Kostaryka · Furtado 48' 59' | 2-0(0-0)Raport | Honduras | Estadio Ricardo Saprissa, San José · Widzów: 18 000 · Sędzia: Joel Aguilar Salwador |
|                        |                             |                |          |                                                                                     |

| 28 marca 2009 {{{4}}} | Trynidad i Tobago · Guevara 90' (sam.) | 1-1(0-0)Raport | Honduras · Pavón 51' | Hasely Crawford Stadium, Port-of-Spain · Widzów: 23 500 · Sędzia: Walter Quesada Kostaryka |
|                       |                                        |                |                      |                                                                                            |

| 28 marca 2009 {{{4}}} | Meksyk · Bravo 20' · Pardo 52' | 2-0(1-0)Raport | Kostaryka | Estadio Azteca, Meksyk · Widzów: 90 000 · Sędzia: Terry Vaughn Stany Zjednoczone |
|                       |                                |                |           |                                                                                  |

| 28 marca 2009 {{{4}}} | Salwador · Quintanilla 15' · Castillo 72' | 2-2(1-0)Raport | Stany Zjednoczone · Altidore 77' · Hejduk 88' | Estadio Cuscatlan, San Salvador · Widzów: 30 350 · Sędzia: Benito Archundia Meksyk |
|                       |                                           |                |                                               |                                                                                    |

| 1 kwietnia 2009 {{{4}}} | Stany Zjednoczone · Altidore 13' 71' 89' | 3-0(1-0)Raport | Trynidad i Tobago | LP Field, Nashville · Widzów: 27 959 · Sędzia: Roberto Moreno Panama |
|                         |                                          |                |                   |                                                                      |

| 1 kwietnia 2009 {{{4}}} | Honduras · Costly 17' 79' · Pavón 43' | 3-1(2-0)Raport | Meksyk · Castillo 82' (k) | Estadio Olímpico Metropolitano, San Pedro Sula · Widzów: 28 000 · Sędzia: Paul Ward Kanada |
|                         |                                       |                |                           |                                                                                            |

| 1 kwietnia 2009 {{{4}}} | Kostaryka · Centeno 69' | 1-0(0-0)Raport | Salwador | Estadio Ricardo Saprissa Aymá, San José · Widzów: 19 200 · Sędzia: Jair Marrufo Stany Zjednoczone |
|                         |                         |                |          |                                                                                                   |

| 3 czerwca 2009 {{{4}}} | Kostaryka · Saborio 2' · Borges 13' · Herrera 68' | 3-1(2-0)Raport | Stany Zjednoczone · Donovan 90' (k) | Estadio Ricardo Saprissa Aymá, San José · Widzów: 19 200 · Sędzia: Neal Brizan Trynidad i Tobago |
|                        |                                                   |                |                                     |                                                                                                  |

| 6 czerwca 2009 {{{4}}} | Salwador · Martinez 11' · Quintanilla 86' (k) | 2-1(1-0)Raport | Meksyk · Blanco 71' (k) | Estadio Cuscatlán, San Salvador · Widzów: 33 000 · Sędzia: Walter Quesada Kostaryka |
|                        |                                               |                |                         |                                                                                     |

| 6 czerwca 2009 {{{4}}} | Trynidad i Tobago · Edwards 29' · Samuel 63' | 2-3(1-1)Raport | Kostaryka · Saborio 40' · Borges 52' 68' | Dwight Yorke Stadium, Bacolet · Widzów: 8 000 · Sędzia: Courtney Campbell Jamajka |
|                        |                                              |                |                                          |                                                                                   |

| 6 czerwca 2009 {{{4}}} | Stany Zjednoczone · Donovan 43' (k) · Bocanegra 68' | 2-1(0-1)Raport | Honduras · Costly 5' | Soldier Field, Chicago · Widzów: 55 647 · Sędzia: Mauricio Morales Meksyk |
|                        |                                                     |                |                      |                                                                           |

| 10 czerwca 2009 {{{4}}} | Honduras · Pavón 13' | 1-0(1-0)Raport | Salwador | Estadio Olímpico Metropolitano, San Pedro Sula · Widzów: 28 000 · Sędzia: Baldomero Toledo Stany Zjednoczone |
|                         |                      |                |          | |

| 10 czerwca 2009 {{{4}}} | Meksyk · Franco 1' · Rojas 48' | 2-1(1-1)Raport | Trynidad i Tobago · Tinto 45+1' | Estadio Azteca, Meksyk · Widzów: 92 000 · Sędzia: Jose Pineda Honduras |
|                         |                                |                |                                 |                                                                        |

| 12 sierpnia 2009 {{{4}}} | Honduras · Costly 30' 90' · Pavón 50' · Castillo 88' | 4-0(1-0)Raport | Kostaryka | Estadio Olímpico Metropolitano, San Pedro Sula · Widzów: 37 800 · Sędzia: Marco Rodríguez Meksyk |
|                          |                                                      |                |           |                                                                                                  |

| 12 sierpnia 2009 {{{4}}} | Meksyk · Castro 19' · Sabah 82' | 2-1(1-1)Raport | Stany Zjednoczone · Davies 9' | Estadio Azteca, Meksyk · Widzów: 104 499 · Sędzia: Roberto Moreno Panama |
|                          |                                 |                |                               |                                                                          |

| 12 sierpnia 2009 {{{4}}} | Trynidad i Tobago · Glen 7' | 1-0(1-0)Raport | Salwador | Hasely Crawford Stadium, Port-of-Spain · Widzów: 25 784 · Sędzia: Terry Vaughn Stany Zjednoczone |
|                          |                             |                |          |                                                                                                  |

| 5 września 2009 {{{4}}} | Kostaryka | 0-3(0-1)Raport | Meksyk · dos Santos 46' · Franco 62' · Guardado 71' | Estadio Ricardo Saprissa Aymá, San José · Widzów: 20 000 · Sędzia: Neal Brizan Trynidad i Tobago |
|                         |           |                |                                                     |                                                                                                  |

| 5 września 2009 {{{4}}} | Honduras · Pavón 19' 27' · Guevara 61' · Suazo 83' | 4-1(2-0)Raport | Trynidad i Tobago · Baptiste 85' | Estadio Olímpico Metropolitano, San Pedro Sula · Widzów: 38 000 · Sędzia: Mark Geiger Stany Zjednoczone |
|                         |                                                    |                |                                  | |

| 5 września 2009 {{{4}}} | Stany Zjednoczone · Dempsey 42' · Altidore 45+2' | 2-1(2-1)Raport | Salwador · Castillo 32' | Rio Tinto Stadium, Sandy · Widzów: 19 066 · Sędzia: José Pineda Honduras |
|                         |                                                  |                |                         |                                                                          |

| 9 września 2009 {{{4}}} | Meksyk · Blanco 75' (k) | 1-0(0-0)Raport | Honduras | Estadio Azteca, Meksyk · Widzów: 97 897 · Sędzia: Courtney Campbell Jamajka |
|                         |                         |                |          |                                                                             |

| 9 września 2009 {{{4}}} | Trynidad i Tobago | 0-1(0-0)Raport | Stany Zjednoczone · Clark 62' | Hasely Crawford Stadium, Port-of-Spain · Widzów: 4 700 · Sędzia: Joel Aguilar Salwador |
|                         |                   |                |                               |                                                                                        |

| 9 września 2009 {{{4}}} | Salwador · Corrales 90+1' | 1-0(0-0)Raport | Kostaryka | Estadio Cuscatlán, San Salvador · Widzów: 18 000 · Sędzia: Benito Archundia, Meksyk |
|                         |                           |                |           |                                                                                     |

| 10 października 2009 {{{4}}} | Honduras · De Leon 46' 77' | 2-3(0-0)Raport | Stany Zjednoczone · Casey 54' 65' · Donovan 71' | Estadio Olímpico Metropolitano, San Pedro Sula · Widzów: 37 000 · Sędzia: Roberto Moreno Panama |
|                              |                            |                |                                                 |                                                                                                 |

| 10 października 2009 {{{4}}} | Meksyk · Gonzalez 25' (samobój.) · Blanco 71' · Palencia 84' · Vela 90' | 4-1(1-0)Raport | Salwador · Martinez 88' | Estadio Azteca, Meksyk · Widzów: 104 000 · Sędzia: Carlos Batres Gwatemala |
|                              |                                                                         |                |                         |                                                                            |

| 10 października 2009 {{{4}}} | Kostaryka · Abubakr 27' (samobój.) · Centeno 50' · Saborio 61' 63' | 4-0(1-0)Raport | Trynidad i Tobago | Estadio Ricardo Saprissa Aymá, San José · Widzów: 10 000 · Sędzia: Jair Marrufo Stany Zjednoczone |
|                              |                                                                    |                |                   |                                                                                                   |

| 14 października 2009 {{{4}}} | Salwador | 0-1(0-0)Raport | Honduras · Pavón 64' | Estadio Cuscatlán, San Salvador · Widzów: 28 000 · Sędzia: Ricardo Salazar Stany Zjednoczone |
|                              |          |                |                      |                                                                                              |

| 14 października 2009 {{{4}}} | Trynidad i Tobago · Baptiste 23' (k) 61' | 2-2(1-0)Raport | Meksyk · Esqueda 57' · Salcido 65' | Hasely Crawford Stadium, Port-of-Spain · Widzów: 2 000 · Sędzia: Walter Quesada Kostaryka |
|                              |                                          |                |                                    |                                                                                           |

| 14 października 2009 {{{4}}} | Stany Zjednoczone · Bradley 71' · Bornstein 90+4' | 2-2(0-2)Raport | Kostaryka · Ruiz 20' 23' | RFK Stadium, Waszyngton · Widzów: 26 243 · Sędzia: Benito Archundia Meksyk |
|                              |                                                   |                |                          |                                                                            |